# Maso da San Friano
Tommaso Manzuoli dit Maso da San Friano ou Maso di San Friano (1531 - 1571) est un peintre italien de l'école florentine du Cinquecento.

## Biographie
Il est l'élève de Pier Francesco Foschi, ou selon Borghini, de Carlo Portelli, ensuite il devient le second de Giorgio Vasari.
Son retable de la Visitation de 1560 pour la chiesa di San Pier Maggiore à Florence (désormais à Trinity Hall, Cambridge) représente la conclusion de sa phase juvénile et confirme sa nouvelle orientation pour le style de Rosso Fiorentino. 
Après 1561, il peint l'Ascension pour l'église d'Ognissanti de Florence, et Ia Rencontre de Gioacchino et d'Anna pour l'église de Saint Felicita, qui attestent l'affirmation du genre florentin, confirmé par la qualité de sa participation aux cérémonies des obsèques de  Michel-Ange en 1564  et pour les noces de François Ier de Médicis et de Jeanne de Habsbourg en 1565.
Son parcours artistique se termine avec  sa participation à la décoration du Studiolo de François Ier au Palazzo Vecchio en 1571, pour lequel il peint les deux panneaux avec Dédale et Icare et les Mines de diamants. Ici, comme dans les retables et dans les peintures de petit format, le langage de Maso est toujours attentif aux effets de la lumière, qui défie les figures, et s'accorde aux principes de d'expression et de decorum inspirés de la Contre-Réforme.